# Leonel Justiniano
Leonel Justiniano Arauz (ur. 2 lipca 1992 w Santa Cruz) – boliwijski piłkarz występujący na pozycji środkowego lub defensywnego pomocnika, reprezentant Boliwii, od 2021 roku zawodnik Bolívaru.